# Julius Aghahowa
Julius Efosa Aghahowa (Benin City, 12 de fevereiro de 1982) é um ex-futebolista nigeriano que atuava como atacante. Ele ficou conhecido por seu ritmo de jogo e por suas cambalhotas quando ele fazia gols.

## Carreira

### Início de carreira
Aghahowa começou sua carreira com o Police Machines, um time de policiais locais, e ele foi ao Bendel Insurance, onde se profissionalizou em 1998. Depois, ele assinou com o Football Club Midtjylland, na época um clube da segunda divisão dinamarquesa, antes do Campeonato African Youth de 1999, mas Aghahowa jogou tão bem lá que eles queriam que o atacante jogasse em um time maior. Ele acabou entrando no Espérance, tradicional equipe da Tunísia.

### Shakhtar Donetsk
Na metade da temporada de 2000-01, Aghahowa foi transferido para o Shakhtar Donetsk, que logo após foi campeão da Liga Ucraniana. Até 2007, foram 89 jogos e 32 gols.

## Passagens por Wigan e Kayserispor
Entre 2007 e 2008, defendeu o Wigan Athletic, onde atuou em 20 partidas. Na temporada seguinte, fechou contrato com o Kayserispor, participando de 29 jogos e fazendo 6 gols.

## Volta ao Shakhtar e empréstimo ao Sevastopol
Aghahowa, que durante sua passagem pelo Kayserispor manifestou interesse em voltar a jogar no Shakhtar Donetsk, regressou ao clube ucraniano em julho de 2009, numa transferência livre. Entretanto, não repetiu o desempenho da primeira passagem (10 partidas e um gol) e para o restante da temporada 2009-10, foi emprestado ao Sevastopol, recém-promovido à primeira divisão. Na equipe da Crimeia, entrou novamente 10 vezes em campo e balançou as redes uma vez. De volta ao Shakhtar em 2011, ficou fora dos planos de Mircea Lucescu e foi relegado ao time reserva. Ao término de seu contrato, decidiu encerrar a carreira em 2013 e passou a administrar uma escola de futebol em Lagos.

## Seleção
Agahowa representou a Seleção Nigeriana de Futebol nas Olimpíadas de 2000, em 4 edições da Copa Africana de Nações (2000, 2002, 2004 e 2006) e da Copa de 2002, tendo feito o único gol das Super Águias na competição, contra a Suécia, e comemorou dando uma série de cambalhotas.